# 上野方村
上野方村（かみのがたむら）は、かつて富山県下新川郡にあった村。
村明は古くから『野方』と称していた地域の上部であることに由来する。

## 沿革
- 1889年（明治22年）4月1日 - 町村制の施行により、下新川郡大海寺野村、大海寺新村、大海寺野新村、刈安村、石垣村及び大谷村の区域をもって、下新川郡上野方村が発足する。
- 1952年（昭和27年）4月1日 - 下新川郡魚津町、道下村、片貝谷村、加積村、経田村、天神村、上中島村、下中島村、西布施村、上野方村、下野方村及び松倉村が合併して、魚津市が発足する。

## 政治
歴代村長は以下の通り
1. 紙谷精作（1889年7月7日 - 1908年2月29日）
2. 石崎要成（1908年3月7日 - 1922年8月2日）
3. 盛永宏成（1922年8月5日 - 1924年3月18日）
4. 広田源次郎（1936年4月4日 - 1937年6月16日）
5. 長勢次郎四郎（1937年8月20日 - 1941年8月19日）
6. 窪田彦治（1941年8月28日 - 1946年8月25日）
7. 荒川清作（1946年8月25日 - 1947年4月5日）
8. 盛永正夫（1947年4月11日 - 1947年6月30日）
9. 盛永五作（1947年8月31日 - 1951年3月29日）
10. 荒川清作（1951年5月1日 - 1952年3月31日）

## 経済
全村農業に従事し、ワラムシロ織、養蚕を副業としていた。
農業
『大日本篤農家名鑑』によれば上野方村の篤農家は、「紙谷清作、長勢次郎四郎、盛永清二」などである。

## 交通
魚津町へのバスの便がある。

## 名所・旧跡
大谷には鉱泉がある。

## 出身・ゆかりのある人物
- 長勢次郎四郎（篤農家）  - 村長[3]。元衆議院議員長勢甚遠の祖父。
- 長勢甚正（政治家） - 魚津市議会議員。元衆議院議員長勢甚遠の父。
- 盛永清二（政治家） - 村長[6]。
- 盛永俊太郎 - 農学者[7]。